# Премия имени Н. С. Шатского
Премия имени Н. С. Шатского РАН — научная награда Российской академии наук.
Выдаётся раз в три года на основании постонавления Президиума РАН.
Присуждалась Отделением геологии, геофизики, геохимии и горных наук АН СССР (современное ОНЗ РАН) за выдающиеся работы в области геологии и тектоники.

## История
Премия названа в честь тектониста академика Николая Сергеевича Шатского (1895—1960).
В 1982—1991 годах — премия АН СССР «за выдающиеся работы в области геологических наук».
С 1994 года — премия РАН «за выдающиеся научные работы по тектонике».
С 2001 года эта премия не подлежит налогообложению.
Последнее награждение состоялось 4 февраля 2025 года на заседании Президиума Российской академии наук.

## Лауреаты премии
Лауреаты премии по годам:
1. 1982 — Михаил Александрович Семихатов, Борис Максимович Келлер и Игорь Николаевич Крылов — За серию работ по теме «Рифей Северной Евразии»
2. 1985 — Радим Гаврилович Гарецкий — За серию работ по теме «Тектоника осадочного чехла платформенных облоастей Евразии»
3. 1988 — Сергей Васильевич Руженцев, Ирина Васильевна Хворова и Татьяна Николаевна Хераскова — за серию работ по теме «Раннегеосинклинальные формации и структуры»
4. 1992 — Андрей Степанович Перфильев — За серию работ «Формирование континентальной и океанической коры и вопросы металлогении»
5. 1997 — Михаил Георгиевич Леонов — За серию работ «Тектонические ансамбли и геодинамика покровно-складчатых областей»
6. 2003 — Юрий Михайлович Пущаровский — За серию работ «Тектоника океанов, региональные и общие исследования»
7. 2006 — Михаил Адрианович Гончаров, Василий Георгиевич Талицкий и Наталья Сергеевна Фролова — За монографию «Введение в тектонофизику»
8. 2009 — Михаил Львович Копп — За серию работ «Кайнозойская динамика и кинематика Северной Евразии»
9. 2012 — Владимир Георгиевич Трифонов — За цикл работ под общим названием «Неотектоника и природные катастрофы в развитии общества»
10. 2015 — Татьяна Николаевна Хераскова, Михаил Петрович Антипов и Юрий Абрамович Волож — за цикл работ, посвящённых изучению глубинного строения Восточно-Европейской платформы (монографии: «Астраханский карбонатный массив: строение и нефтегазоносность» и «Оренбургский тектонический узел: геологическое строение и нефтегазоносность»)
11. 2018 — Анатолий Михайлович Никишин — за цикл работ «Тектоническое строение и история формирования Арктического региона»
12. 2021 — Николай Петрович Чамов — за монографию «Строение и развитие Среднерусско-Беломорской провинции в неопротерозое»
13. 2024 — Балуев, Александр Сергеевич — за цикл научных работ по тектонике Севера Европейской России и Западной Арктики[5]